# ヴィンダッハ
ヴィンダッハ (ドイツ語: Windach) はドイツ連邦共和国バイエルン州オーバーバイエルン行政管区のランツベルク・アム・レヒ郡に属す町村（以下、本項では便宜上「町」と記述する）で、フィンニング、エレージングとともに行政共同体を形成する。行政共同体の本部はヴィンダッハ城内にある。

## 地理

### 自治体の構成
この町は、公式には6つの地区 (Ort) からなる。このうち小集落や孤立農場などを除く集落を以下に列記する。
- ヘッヒェンヴァング
- シェッフェルディング
- シュタイネバッハ
- ヴィンダッハ

## 歴史
ヴィンダッハ家は1157年に初めて記録されている。ヴィンダッハはバイエルン選帝侯領に属した。閉鎖ホーフマルクを形成し、後にフュル男爵の所領となり、ウンターヴィンダッハに居館が置かれた。

### 人口推移
- 1970年 1,741人
- 1987年 2,264人
- 2000年 3,214人

## 行政
町長はリヒャルト・ミヒル (Freie Wähler) である。彼は2014年にヴァルター・グラーフ (Dorfgemeinschaft) からこの職を引き継いだ。町議会は16議席からなる。

### 紋章
図柄: 青地で、上部に銀の波帯。基部の銀の三峰の上で跳ねる金の爪、たてがみ、尾を持つ銀の馬。

## 文化と見所

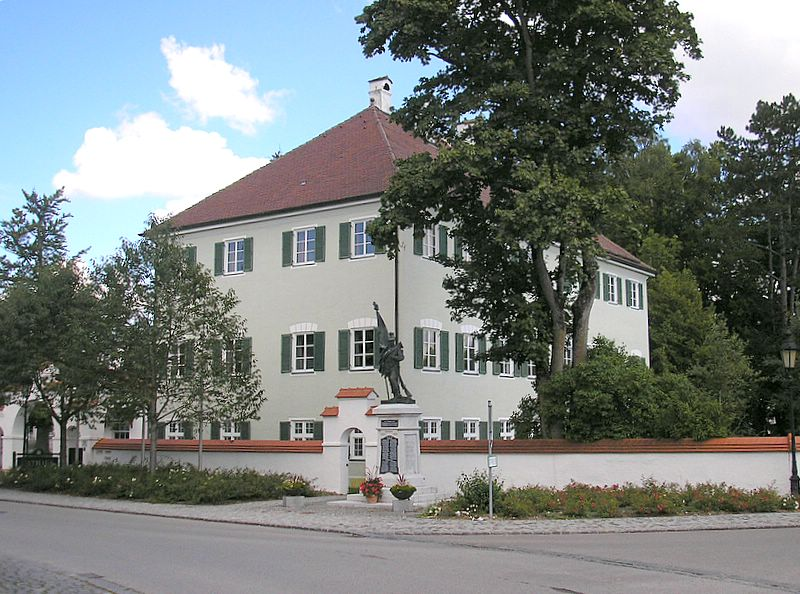
ヴィンダッハ城

- ヴィンダッハ城 — 1610年建造。行政共同体本部として利用されている。城館公園には自由に立ち入ることができる。
- カトリックの聖ペテロ・パウロ教会（旧教区教会）
- ヘッヒェンヴァングの聖マルティン教区教会 — 1740年にヨーゼフ・シュムーツァーによって建造された。
- ヴィンダッハ南西にある大規模な中世初期の遺跡（シャンツェ・ウンターフィンニング）
- ヴィンダッハとエーレンジンゲンの間の「ブルクライテン」にある中世初期の小規模な土塁の断片（ウンターヴィンダッハ土塁跡）

## 経済と社会資本
ヴィンダッハはアウトバーンA96号線（ミュンヘン - リンダウ）のインターチェンジを利用する。

## 引用
1. ↑  https://www.statistikdaten.bayern.de/genesis/online?operation=result&code=12411-003r&leerzeilen=false&language=de Genesis-Online-Datenbank des Bayerischen Landesamtes für Statistik Tabelle 12411-003r Fortschreibung des Bevölkerungsstandes: Gemeinden, Stichtag (Einwohnerzahlen auf Grundlage des Zensus 2011)
2. ↑  Bayerische Landesbibliothek Online